# 周琬雯
周琬雯（英語：Eunice Chau Yuen-man，1995年11月18日—），泛民主派人士，公民黨成員，前香港深水埗區議會美孚南選區議員。她宣布因私人理由已經向區議會主席遞交辭職信，已於2021年6月1日起辭任深水埗區議員一職。

## 教育
周琬雯畢業於香港浸會大學，主修社會學，在學期間曾為中文辯論隊主席。

## 從政歷程
當選前，周琬雯為公民黨地區發展主任，並任九龍西支部副主席。2019年她參與區議會選舉，出選美孚南選區(編號F15)，候選人編號為2，最終以4,020票擊敗只得3,117票的原區議員黃達東，勝出選舉，是次選舉她的政綱包括港鐵升降機工程、交通及醫療等。

### 歷屆選舉結果
| 政党   | 政党   | 候选人    | 票数  | %     | ±      |
| ------ | ------ | --------- | ----- | ----- | ------ |
|        | 民建聯 | ①. 黃達東 | 3,117 | 43.67 | -6.94‬  |
|        | 公民黨 | ②. 周琬雯 | 4,020 | 56.33 | +10.67 |
| 多数票 | 多数票 | 多数票    | 903   | 12.66 | +7.71  |

## 軼事
2019年5月20日，周琬雯與同屬公民黨的立法會議員譚文豪，亮相D100節目。